# Chantier naval n°10 (Russie)
Pour les articles homonymes, voir Chkval.
Le chantier naval no 10 — Chkval est un chantier naval situé à Base navale de Poliarny dans l'oblast de Mourmansk, au nord-ouest de la Russie, sur la rive occidentale du fjord de Mourmansk. En Occident, le chantier naval est souvent identifié par le nom de la ville la plus proche (« chantier naval de Poliarny ») plutôt que par son nom officiel.

## Historique
Les premiers sous-marins à propulsion nucléaire y sont construits et livrés à la flotte du Nord à la fin des années 1950. Le chantier naval est alors modifié pour pouvoir accueillir et réparer ces bâtiments. Au fur et à mesure que les sous-marins nucléaires de la Marine soviétique (et aujourd'hui de la Marine russe) sont retirés du service, ils sont désarmés au chantier naval de Poliarny en attendant le déchargement du combustible nucléaire usagé et leur démantèlement.
Vers 1970, le chantier naval Chkval est réorganisé et étendu afin de pouvoir construire et accueillir des sous-marins de plus grande taille. Il comprend aujourd'hui des navires ravitailleurs de sous-marins, des navires de service, des cales sèches et deux docks flottants couverts, ainsi qu'une barge auto-propulsée avec une charge utile de 150 tonnes, deux grues à quai avec des capacités de levage de 40 tonnes et 32 tonnes, deux grues flottantes avec des capacités de levage de 30 tonnes et 25 tonnes. Le chantier naval emploie environ 3 000 ouvriers et couvre une superficie de 41 330 m2. Ses docks mesurent 550 m de long au total.

## Littérature
Dans le roman de Tom Clancy À la poursuite d'Octobre rouge, le sous-marin expérimental de la classe Typhoon Octobre rouge quitte ce chantier naval pour des essais en mer.